# Trzebuchów
Trzebuchów – wieś w Polsce położona w województwie wielkopolskim, w powiecie kolskim, w gminie Osiek Mały.
| SIMC    | Nazwa              | Rodzaj    |
| ------- | ------------------ | --------- |
| 0291322 | Czerniak           | część wsi |
| 0291339 | Grabowiec          | część wsi |
| 0291345 | Trzebuchów-Kolonia | część wsi |

W latach 1975–1998 miejscowość administracyjnie należała do województwa konińskiego.
Z tej wsi pochodzi biskup katolicki Marian Gołębiewski.